# Tue Madsen
Tue Madsen (ur. 25 stycznia 1969 w Aarhus), znany również jako Fingaz – duński muzyk, kompozytor, multiinstrumentalista i producent muzyczny. Znany jest przede wszystkim jako producent muzyczny i inżynier dźwięku, związany z „Antfarm Studio” z siedzibą w Ebeltoft. Współpracował (też odpowiedzialny za miksowanie i mastering) m.in. z takimi zespołami jak: Dark Tranquillity, Behemoth, Moonspell, The Haunted, Vader, Maroon, Severe Torture, Kataklysm, Autumn Leaves, Extol, Illdisposed, Mnemic, Sirenia, Ektomorf, Witchery, Hatesphere, Heaven Shall Burn, Gorefest, Poisonblack, Suicide Silence, Disbelief, Aborted, August Burns Red, Winds of Plague oraz Sick of It All, Born from Pain. Poza pracą w studiu nagraniowym Madsen występował w zespołach: Grope, DesExult, Pixie Killers oraz Atro City.